# Racoon
Racoon (engl.: Waschbär) ist eine 1997 gegründete Rock/Pop-Band aus den Niederlanden.

## Geschichte
1997 gründeten der Sänger Bart van der Weide und der Gitarrist Dennis Huige die Band Racoon, damals noch als akustisches Duo. Bereits ein Jahr später schlossen sich jedoch Bassist Stefan de Kroon und der Schlagzeuger Paul Bukkens der Band an. Ihren ersten großen Auftritt hatten Racoon 1999 auf dem niederländischen Noorderslag Festival. Kurz darauf, 2000, veröffentlichten sie ihre erste Single Feel Like Flying und ihr erstes Album Till Monkeys Fly. 2004 wurde Feel Like Flying von den Hörern des Radiosenders 3FM sogar mit unter die 100 besten niederländischen Songs gewählt.
Der bislang wohl erfolgreichste Song der Band war Love You More durch die Zusammenarbeit mit Armin van Buuren, erschienen 2005. Die Single schaffte es in den niederländischen Charts beispielsweise bis auf den dritten Platz. 2011 wurde die Band mit dem niederländischen Musikpreis Gouden Harp ausgezeichnet.

## Bandmitglieder
- Bart van der Weide (* 15. März 1975), Gesang
- Maarten van Damme, Bass, Background-Gesang
- Dennis Huige (* 18. März 1974), Leadgitarre
- Paul Bukkens (* 8. April 1975), Schlagzeug

Stefan De Kroon war bis 2017 der Bassist der Band.

## Diskografie

### Alben
| Jahr | Titel                            | Höchstplatzierung, Gesamtwochen, AuszeichnungChartsChartplatzierungen (Jahr, Titel, Platzierungen, Wochen, Auszeichnungen, Anmerkungen) | Anmerkungen                            |
| Jahr | Titel                            | NL | Anmerkungen                            |
| ---- | -------------------------------- | --- | -------------------------------------- |
| 2000 | Till Monkeys Fly                 | NL60 Gold · (10 Wo.)NL | Erstveröffentlichung: Januar 2000      |
| 2001 | Here We Go, Stereo               | NL62 (4 Wo.)NL | Erstveröffentlichung: Oktober 2001     |
| 2005 | Another Day                      | NL2 ×3Dreifachplatin · (86 Wo.)NL | Erstveröffentlichung: 9. April 2005    |
| 2008 | Before You Leave                 | NL2 Gold · (52 Wo.)NL | Erstveröffentlichung: 3. März 2008     |
| 2009 | Live at Chassé Theatre, Breda    | NL63 (8 Wo.)NL | Erstveröffentlichung: 9. November 2009 |
| 2011 | Liverpool Rain                   | NL1 ×2Doppelplatin · (108 Wo.)NL | Erstveröffentlichung: 6. Mai 2011      |
| 2013 | The Singles Collection           | NL1 Platin · (165 Wo.)NL | Erstveröffentlichung: 14. März 2013    |
| 2015 | All in Good Time                 | NL1 Platin · (54 Wo.)NL | Erstveröffentlichung: 10. März 2015    |
| 2016 | Live at Heineken Music Hall 2016 | NL11 (7 Wo.)NL |                                        |
| 2017 | Look Ahead and See the Distance  | NL2 (22 Wo.)NL | Erstveröffentlichung: 6. Oktober 2017  |
| 2021 | Spijt is iets voor later         | NL1 Platin · (102 Wo.)NL | Erstveröffentlichung: 1. Oktober 2021  |
| 2024 | It Is What It Is                 | NL4 (4 Wo.)NL | Erstveröffentlichung: 4. Oktober 2024  |

### Singles
| Jahr | Titel Album                                           | Höchstplatzierung, Gesamtwochen, AuszeichnungChartsChartplatzierungen (Jahr, Titel, Album, Platzierungen, Wochen, Auszeichnungen, Anmerkungen) | Anmerkungen                                 |
| Jahr | Titel Album                                           | NL | Anmerkungen                                 |
| ---- | ----------------------------------------------------- | --- | ------------------------------------------- |
| 2005 | Love You More Another Day                             | NL3 (23 Wo.)NL | Erstveröffentlichung: 24. Juni 2005         |
| 2005 | Laugh About It Another Day                            | NL16 (11 Wo.)NL | Erstveröffentlichung: 17. November 2005     |
| 2006 | Brother Another Day                                   | NL14 (17 Wo.)NL | Erstveröffentlichung: 13. März 2006         |
| 2007 | Close Your Eyes –                                     | NL26 (4 Wo.)NL | Erstveröffentlichung: 9. März 2007          |
| 2008 | Lucky All My Life Before You Leave                    | NL19 (6 Wo.)NL | Erstveröffentlichung: 25. Januar 2008       |
| 2011 | No Mercy Liverpool Rain                               | NL3 Platin · (23 Wo.)NL | Erstveröffentlichung: 19. September 2011    |
| 2011 | Took a Hit Liverpool Rain                             | NL26 (12 Wo.)NL |                                             |
| 2011 | Don’t Give Up the Fight Liverpool Rain                | NL20 (7 Wo.)NL |                                             |
| 2012 | Liverpool Rain                                        | NL36 Platin · (2 Wo.)NL |                                             |
| 2012 | Oceaan The Singles Collection                         | NL6 Platin · (27 Wo.)NL | Erstveröffentlichung: 2. November 2012      |
| 2013 | Shoes of Lightning All in Good Time                   | NL26 Gold · (15 Wo.)NL |                                             |
| 2014 | Brick By Brick All in Good Time                       | NL20 Platin · (12 Wo.)NL | Erstveröffentlichung: 28. November 2014     |
| 2020 | Het is al laat toch Spijt is iets voor later          | NL2 ×2Doppelplatin · (23 Wo.)NL | Erstveröffentlichung: 24. Januar 2020       |
| 2020 | De echte vent Spijt is iets voor later                | NL12 Platin · (10 Wo.)NL | Erstveröffentlichung: 28. August 2020       |
| 2021 | Hee joh jip Spijt is iets voor later                  | NL30 Gold · (6 Wo.)NL | Erstveröffentlichung: 18. März 2021         |
| 2021 | Geef je hart niet zomaar weg Spijt is iets voor later | NL34 (3 Wo.)NL | Erstveröffentlichung: 10. September 2021    |
| 2022 | Dans m’n ogen dicht 22                                | NL37 (4 Wo.)NL | Erstveröffentlichung: 1. Juli 2022 mit Meau |
| 2023 | Nickel For Goodbye It Is What It Is                   | NL15 Gold · (19 Wo.)NL | Erstveröffentlichung: 31. August 2023       |

Weitere Singles
- 2000: Feel Like Flying
- 2000: Blue Days
- 2000: Smoothly
- 2001: Eric’s Bar
- 2001: Side Effects
- 2005: Happy Family
- 2008: Clean Again
- 2009: My Town
- 2012: Freedom

### Gastbeiträge
| Jahr | Titel Album     | Höchstplatzierung, Gesamtwochen, AuszeichnungChartsChartplatzierungen (Jahr, Titel, Album, Platzierungen, Wochen, Auszeichnungen, Anmerkungen) | Anmerkungen                                                            |
| Jahr | Titel Album     | NL | Anmerkungen                                                            |
| ---- | --------------- | --- | ---------------------------------------------------------------------- |
| 2006 | Love You More – | NL24 (5 Wo.)NL | Erstveröffentlichung: 11. September 2006 Armin van Buuren feat. Racoon |

### Videoalben
- 2006: Another Night